# Чернцкое сельское поселение
Че́рнцкое се́льское поселе́ние — упразднённое муниципальное образование в Лежневском районе Ивановской области Российской Федерации.
Административный центр — село Чернцы.

## Географические данные
- Общая площадь: 70,47 км²
- Расположение: северная часть Лежневского района
- Граничит:
  - на востоке — с Ивановским районом Ивановской области
  - на западе — с Тейковским районом Ивановской области
  - на юге — с Сабиновским сельским поселением
  - на севере — с Шилыковским сельским поселением

## История
Образовано в соответствии с Законом Ивановской области от 25 февраля 2005 года № 44-ОЗ «О городском и сельских поселениях в Лежневском муниципальном районе».
23 октября 2014 года администрацией Чернцкого сельского поселения выдвинута инициатива об объединении муниципальных образований Чернцкого сельского поселения Лежневского муниципального района и Шилыковского сельского поселения Лежневского муниципального района Ивановской области.
Законом Ивановской области от 6 мая 2015 года № 36-ОЗ, Шилыковское и Чернцкое сельские поселения преобразованы, путём объединения, в Шилыковское сельское поселение с административным центром в селе Шилыково.

## Население
| 2002 | 2010  | 2011  | 2012  | 2013  | 2014  | 2015  |
| ---- | ----- | ----- | ----- | ----- | ----- | ----- |
| 1260 | ↘1250 | →1250 | ↗1272 | ↗1287 | ↗1303 | ↗1334 |

## Состав сельского поселения
| №  | Населённый пункт  | Тип населённого пункта       | Население |
| -- | ----------------- | ---------------------------- | --------- |
| 1  | Авдотцино Большое | деревня                      | ↘22       |
| 2  | Аладино           | деревня                      | ↘14       |
| 3  | Вятково           | деревня                      | ↘8        |
| 4  | Горшково          | деревня                      | ↘2        |
| 5  | Доронькино        | деревня                      | ↘0        |
| 6  | Дуброво           | деревня                      | ↘3        |
| 7  | Ефремово          | деревня                      | ↘18       |
| 8  | Златоуст          | село                         | 73        |
| 9  | Игнатиха          | деревня                      | ↘17       |
| 10 | Красный Остров    | деревня                      | 11        |
| 11 | Кунятиха          | деревня                      | ↘1        |
| 12 | Ожерельево        | деревня                      | ↘5        |
| 13 | Осиновка          | деревня                      | ↘51       |
| 14 | Попцево           | деревня                      | ↘29       |
| 15 | Сосновка          | деревня                      | ↘5        |
| 16 | Стоянцево         | село                         | ↘38       |
| 17 | Ступкино          | село                         | ↘23       |
| 18 | Таковец           | деревня                      | ↘12       |
| 19 | Филипково         | деревня                      | ↘0        |
| 20 | Чернцы            | село, административный центр | ↗918      |

## Местное самоуправление
Администрация сельского поселения находится по адресу: 155116 Ивановская область, Лежневский район, с. Чернцы, ул. Центральная, д. 24.
Глава сельского поселения — Г. В. Бабаева .